# ムハレム・ジョケイ
ムハレム・ジョケイ（Muharem Gjocaj）は、アルバニア出身のキックボクサー。

## 来歴
2000年5月12日、イタリアで行われたK-1 KINGS OF THE RINGSにてフランツ・ハラーにTKO負け。

## 戦績
| 勝敗 | 対戦相手         | 試合結果             | 大会名                           | 開催年月日    |
| ×    | フランツ・ハラー | 2R TKO（タオル投入） | K-1 KINGS OF THE RINGS 【1回戦】 | 2000年5月12日 |